# Lepidium rhytidocarpum
Lepidium rhytidocarpum är en korsblommig växtart som först beskrevs av William Jackson Hooker, och fick sitt nu gällande namn av Al-shehbaz. Lepidium rhytidocarpum ingår i släktet krassingar, och familjen korsblommiga växter. Inga underarter finns listade i Catalogue of Life.